# Fest (Liturgie)
Ein Fest (lateinisch festum) ist in der geltenden liturgischen Ordnung der katholischen Kirche die mittlere Stufe der Feierlichkeit zwischen dem Hochfest und dem gebotenen Gedenktag. Der Gottesdienst der Feste ist teilweise dem Sonntag angeglichen (Messe mit Gloria), teilweise bleiben – vor allem im Stundengebet – Elemente der alltäglichen Gottesdienste erhalten.
Als Feste werden einige Ereignisse aus dem Leben Jesu gefeiert (unter anderem die Feste der Darstellung des Herrn am 2. Februar und der Verklärung des Herrn am 6. August), Mariä Geburt, die Gedächtnisse der Apostel – außer Peter und Paul als Hochfest – und anderer bedeutender Heiliger (so das des Erzmärtyrers Stephanus am 26. Dezember, in Europa auch die der Patrone Europas, im deutschen Sprachgebiet das des hl. Bonifatius). 
Feste entfallen üblicherweise, wenn sie im betreffenden Jahr von einem Hochfest oder einem Sonntag verdrängt werden. Eine Ausnahme bilden die Feste des Herrn: Diese werden auch gefeiert, wenn sie auf einen Sonntag im Jahreskreis oder der Weihnachtszeit fallen. Einen höheren liturgischen Rang nehmen hingegen die Sonntage der Advents-, der Fastenzeit oder der Osterzeit ein. Ob ein Fest gefeiert wird, ergibt sich aus der liturgischen Rangordnung und wird im jeweiligen Direktorium der Diözese oder der Ordensgemeinschaft angegeben.

## Geschichtliche Entwicklung
Seit dem Hochmittelalter war eine fast inflationäre Zunahme von Gedenk- und Festtagen zu verzeichnen; zu den Gedenktagen der Heiligen kamen zahlreiche Devotions- und Ideenfeste. Häufiger wurden Feste mit einer Vigil (Vorfeier am Vortag) und einer Oktav (Nachfeier in der ganzen folgenden Woche oder nur am achten Tag nach dem Fest) aufgewertet. Dies führte zu einer Entwertung und gewissen „Ferialisierung“ (Veralltäglichung) der unteren Festränge – so der Liturgiewissenschaftler Philipp Harnoncourt –, da diese schon aus ökonomischen Gründen nicht mehr von der gesamten Gemeinde mit Arbeitsruhe und Gottesdienst begangen werden konnten. So standen im Lauf der Zeit wenigen festa fori (die von der ganzen Gemeinde mit Festtagsruhe gefeiert wurden) eine Vielzahl von festa chori gegenüber, die nur mehr liturgisch als „Feste“ begangen wurden. Dieser terminologische Widerspruch wurde, so der Liturgiewissenschaftler Hansjörg Auf der Maur, auch von der Kalenderreform nach dem Zweiten Vatikanischen Konzil nicht aufgehoben.
Die Klassifizierung in der Rangordnung der liturgischen Feiern (Hochfest, Fest, Gedenktag) wurde im Rahmen der Liturgiereform mit der Neuordnung des Kirchenjahres und des Römischen Generalkalenders nach dem Zweiten Vatikanischen Konzil am 14. Februar 1969 durch das Motu proprio Mysterii paschalis von Papst Paul VI. approbiert und mit dem 1. Januar 1970 in Kraft gesetzt. Sie löste eine seit dem 16. Jahrhundert geltende differenzierte Rangordnung liturgischer Feiern ab. 
Siehe auch:
- Calendarium Romanum Generale
- Regionalkalender für das deutsche Sprachgebiet